# Old Hall Green
Old Hall Green – wieś w Anglii, w hrabstwie Hertfordshire. Leży 11 km na północny wschód od miasta Hertford i 43 km na północ od centrum Londynu.